# Águas Santas (Maia)
Águas Santas é uma vila portuguesa sede da Freguesia de Águas Santas do Município da Maia, freguesia com 7,86 km² de área e 26632 habitantes (censo de 2021), tendo, por isso, uma densidade populacional de 3 388,3 hab./km².
A povoação de Águas Santas foi elevada à categoria de vila em 1986.

## Geografia
A freguesia é limitada a noroeste pela freguesia de Milheirós (Maia) e pela freguesia Cidade da Maia (Maia), a norte por Nogueira e Silva Escura (Maia), a oeste por São Mamede de Infesta e Senhora da Hora (Matosinhos), a este por Ermesinde (Valongo), a sudeste por Rio Tinto (Gondomar) e a sul por Pedrouços (Maia).
A freguesia é atravessada pelo rio Leça.

## Origem do nome
Conta a lenda que a madre superiora de um convento, ao saber da aproximação dos romanos, escondeu a imagem da Virgem Maria junto de uma fonte. Ao desembrulhá-la viu-se a imagem de Nossa Senhora chorando. O povo, ao saber da notícia, chamou-lhe Fonte de Águas Santas. Mais tarde foi construída perto da fonte, a Igreja do Mosteiro de Águas Santas.

## História
A origem da freguesia de Águas Santas é anterior à formação da nacionalidade, havendo mesmo vestígios que asseguram a sua existência já no século VI. No entanto, o documento mais antigo que se conhece data de 1405 e consta dos registos relativos ao ano 1120 uma referência a Sancta Marya Aquis Sanctis, num foral de doação da cidade do Porto ao Bispo D. Hugo.
Conta a lenda que a madre superiora de um convento, ao saber da aproximação dos romanos, escondeu a imagem da Virgem Maria junto de uma fonte, ao desembrulhá-lo e ver a imagem de Nossa Senhora chorando. O povo, ao saber da notícia, chamou-lhe Fonte de Águas Santas. Mais tarde foi construída perto da fonte, a Igreja do Mosteiro de Águas Santas. Esta seria, então, a história do nome da freguesia.
Foi uma importante comenda da Ordem do Hospital de S. João de Jerusalém, de Rodes e de Malta, ou, simplesmente, Ordem de Malta, como é hoje mais conhecida. Razão pela qual o brasão autárquico ostenta a cruz da Ordem de Malta.
A sede da freguesia, a povoação de Águas Santas, foi elevada à categoria de vila no ano de 1986.

## Demografia
A população registada nos censos foi:
| Distribuição da População por Grupos Etários | Distribuição da População por Grupos Etários | Distribuição da População por Grupos Etários | Distribuição da População por Grupos Etários | Distribuição da População por Grupos Etários |
| -------------------------------------------- | -------------------------------------------- | -------------------------------------------- | -------------------------------------------- | -------------------------------------------- |
| Ano                                          | 0-14 Anos                                    | 15-24 Anos                                   | 25-64 Anos                                   | > 65 Anos                                    |
| 2001                                         | 4575                                         | 3447                                         | 14743                                        | 2484                                         |
| 2011                                         | 4830                                         | 2807                                         | 16379                                        | 3454                                         |
| 2021                                         | 3514                                         | 3073                                         | 14999                                        | 5046                                         |

## Património
Águas Santas destaca-se pelo seu riquíssimo património histórico, arqueológico e artístico. Tem no seu Mosteiro uma das maiores riquezas patrimoniais. A sua desconcertante arquitectura deve-se às múltiplas reformas que foi sofrendo ao longo dos tempos. Uma escultura em bronze de autoria de Soares dos Reis (1874) embeleza uma sepultura no cemitério local.
- Igreja de Águas Santas (Monumento Nacional)

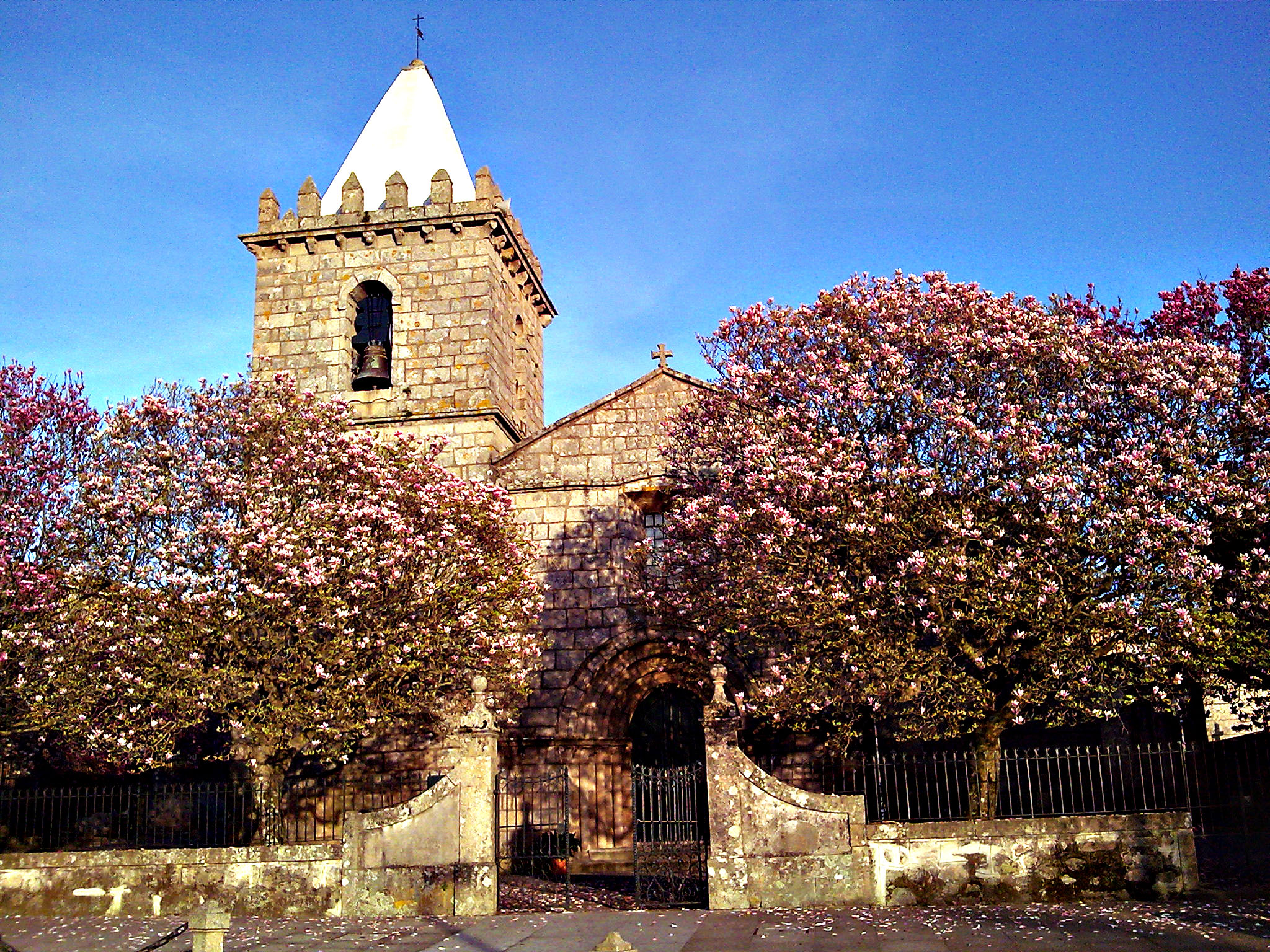
Igreja de Nossa Senhora do Ó.